# Rhesala ragazzii
Rhesala ragazzii är en fjärilsart som beskrevs av Emilio Berio 1936. Rhesala ragazzii ingår i släktet Rhesala och familjen nattflyn. Inga underarter finns listade.